# Robin Paul Weijers
Robin Paul Weijers (* 4. Mai 1964) ist der niederländische Gründer und Organisator des bis einschließlich 2009 jährlich veranstalteten Domino Days.

## Karriere

### Beginn
Als die niederländische Fluggesellschaft KLM Mitte der 1980er Jahre das Konzept entwarf, an Bord ihrer Flugmaschinen Filme über Weltrekorde mit Dominosteinen zu zeigen, gehörte Robin Paul Weijers zum produzierenden und ausführenden Team. Er war zu dieser Zeit Student der Delfter Technischen Universität. Seit dieser Zeit ließ ihn die Begeisterung für die Kettenreaktion, welche mit Dominosteinen erzeugt werden kann, nicht mehr los.
Den ersten Versuch, alle Steine einer großen Dominoschlange fallen zu lassen, unternahm Weijers 1986 in der Lisser Blumenhalle (Keukenhof). Er misslang jedoch größtenteils, da der Boden der Halle nicht eben genug war und außerdem kleine Tiere für Schäden sorgten. Trotzdem fielen über 700.000 Steine und damit ein neuer Weltrekord; das Spektakel wurde erstmals im Fernsehen übertragen.

### „Domino Day“

Logo

Seit 1998 der erste Weltrekord der kleinen Steine aufgestellt wurde, wurde das Ereignis jährlich in bis zu 14 Nationen im Fernsehen übertragen. Der kontinuierlich gesteigerte Rekord von umgefallenen Steinen liegt, nach anfänglich etwa 1,6 Millionen in der ersten Ausgabe, mittlerweile bei 4.491.863 Stück (aufgestellt am 13. November 2009). Lediglich 2007 war kein neuer Weltrekord gelungen. Die Sendung wurde stets live meist aus den Friesland-Hallen in Leeuwarden übertragen. Weijers gründete die „Weijers Domino Productions“ mit Sitz in Woerden, die sich das ganze Jahr über mit der Weiterentwicklung von Techniken für den Domino Day beschäftigte.
Dafür castete er jedes Jahr rund 90 junge Menschen aus Europa, die ihm beim Aufbauen der Steine behilflich sein sollten. Zu ihrer Begrüßung reiste sogar der Kommissar der Königin, Ed Nijpels, an. Es wurden (Stand: 2006) außerdem 128 Mio. Euro bewilligt, um eine neue Halle für die kommenden Jahre zu bauen, die in Leeuwarden stehen sollte.